# ケンブリッジ・アナリティカ
ケンブリッジ・アナリティカ（英語: Cambridge Analytica Ltd : CA ）は、かつて存在したデータマイニングとデータ分析を手法とする選挙コンサルティング会社である。
事務所は米国とイギリスに置いていた。スティーブン・バノンは、かつて役員会のメンバーであった。
2016年6月に実施されたイギリスの欧州連合離脱是非を問う国民投票や、2016年11月に実施されたアメリカ合衆国大統領選挙において、いずれも勝者側が利用した選挙コンサルティング会社として注目された。しかし一方で効果を疑問視する声があり、さらにデータ収集や広告の手法についてプライバシーや情報操作の懸念も指摘されている。
フェイスブックの個人情報流出問題で情報の不正取得が疑われていたが、2018年5月2日、関連会社とともに破産手続きを申請したことを発表し、同日付で全ての業務を停止した。同社は声明で「この数カ月、数多くの根拠のない批判の的にされてきた」と不正を改めて否定したが、問題が報じられて以降顧客離れが止まらず、事業継続が困難になったという。

## 批判

### 2016年アメリカ合衆国大統領選挙でのロシアの介入への調査
2017年5月18日、タイム・マガジンは合衆国議会がロシアゲートに関連してケンブリッジ・アナリティカを調べていることを報じた。ケンブリッジ・アナリティカが自身の持つマイクロターゲッティング処理能力を使ってロシアのプロパガンダ流布を調整したかもしれない、としている。
ドナルド・トランプの大統領選挙活動のデジタル戦略のチーフであったブラッド・パースケール氏が下院情報問題常設特別調査委員会の任意の証言に応じ、証言した。証言によれば「（トランプ大統領戦について）ロシアの関与には全く気づかなかった」とし、戦略で使った手法については「アメリカの企業が毎日のように使っているデジタルマーケティング戦略を採用した」、と証言した。また同氏はケンブリッジ・アナリティカはトランプのデジタル遊説活動においてフェイスブック、グーグルそれとツイッターから提供された優秀なデジタルマーケティング活動の専門家スタッフたちと協同して働き、自身の立ち上げたブランディング会社のチーム・共和党全国委員会とともに選挙で勝利を収めた。」とも証言した。
2017年8月4日、マイケル・フリンは、2016年のトランプの選挙運動期間にケンブリッジ・アナリティカとの協定においてアドバイサー役を果たしたことを反映するように公的財務報告を修正した。なお同氏はロシア人の当局者との接触の嫌疑により米国の対情報機関によって調査中である。

### 影響についての評価
アメリカの政治学者の多くは、ケンブリッジ・アナリティカが「マイクロターゲッティング (microtargetting)」と呼称する手法の投票者に対する効果について、非常に懐疑的である。この手法「マイクロターゲッティング」においては、特定のグループに分類された人々の行動や興味・関心、意見等をデータ解析によって予見し、そこから彼らにとって最も効果的な反応を引き出すメッセージが発信される。これに対して政治学者たちは、このようなデジタルデータへのアクセスによって得られる結果は、公表されている投票者のデータから抽出される情報以上に有意味的なものではなく、また特に投票者の意向が移り変わってゆく場合に、限定的な価値しか持たないと反論する。従って、個人の類型を基にして政治的な価値観を推測するのは困難であり、こういった個人の類型を基に投票者に送信されるメッセージは、得てして標的を誤ることになりがちであるという。ダートマス大学のブレンダン・ナイアン教授(政治学)の議論によれば、多くの有権者は既にある政党や候補者の固定的な支持者である以上、その意向を変えるというのはきわめて困難である。結果的には、ただ単に固定的な支持層を結集するほうがはるかに容易であるとする。選挙運動におけるマイクロターゲッティングに関する著書があるタフツ大学のアイタン・ハーシュ准教授(政治学)は、「サイコグラフィックス(psychographics)等の(ケンブリッジ・アナリティカによる、あるいはケンブリッジ・アナリティカについての)あらゆる主張は、たわごとに過ぎない」と、このような手法やその効果に対する強い疑念を顕わにしている。
2017年にケンブリッジ・アナリティカは、2.2億人の合衆国の心理的プロファイルは5000の分かれたデータ・セットに基づいていたことを主張した。2017年3月にはニューヨーク・タイムズはケンブリッジ・アナリティカが自身の能力を誇張したと報じ、「ケンブリッジ・アナリティカの幹部は現在、同社がトランプの選挙運動において決してサイコ‐グラフィックスを使用したことは一度もないと認めている。」とも報じた。トランプの支持者らもまた運動での「たいしたことのない」そして会社の影響がなんらのサイコグラフィックスを含まないことはないものとして描く、ケンブリッジ・アナリティカの役割を議論した。
ニュー・ヨーク・タイムズはケンブリッジ・アナリティカのサイコグラフィック・モデルがテッド・クルーズの支持者のように識別するのを失敗した後にクルーズの大統領選挙の運動がそれを使うことを止めたことも報じた。
アメリカ大統領選挙やイギリスEU離脱国民投票などへの広がるデータ会社の心理作戦によって決定されたことが議論された。それはまな板のの水のように流れ易い投票有権者による二つの選挙でのこのような技術が可能性としてある疑いを越える。3つの州の80,000の投票によって大統領選の運動は選挙人の大学の教職員や学生に勝利し、2パーセントのイギリスの投票者たちによってEUの国民投票は決定した。

### プライバシーに関わる問題
利用者の精巧な人格モデルを作成するために周知や許可なしに収集した個人情報を利用することは倫理的問題、プライバシー上の問題を引き起こす。ケンブリッジ・アナリティカは合衆国で事業運営されているが、より厳格なプライバシー法をもったヨーロッパであればその運営は違法となる可能性が高い。クルーズは政府からの個人情報の保護について積極的に発言しているがケンブリッジ・アナリティカのデータベースで彼は「政治的投票者の監視者」と表現されている。
フェイスブック利用者に対するケンブリッジ・アナリティカの振る舞いに関して、ケンブリッジ・アナリティカの広報の一人は、利用者はプロバイダによるサインアップ時に許可を与えているとしているが、一方でフェイスブックは「人々に誤解をさせること、情報の悪用」はフェイスブックの規約に違反すると明言している。2015年、フェイスブックはこの問題について調査中であるとした。2018年3月にフェイスブックが発表したところによると不適切な方法で収集されたフェイスブック利用者のデータをStrategic Communication Laboratoriesのアカウントが削除することに失敗した疑いがある。
アレクサンダー・ニックスが、関心のある問題についてのメッセージを受けとれるのだからデータの集積とマイクロターゲッティングは投票者の利益になると指摘する一方、デジタル権保護の活動家たちは個人が「（それに）ついて闇の中におかれ」、コントロールできない間にプライベートな情報が収集、蓄積、共有されることを懸念している。

### 人々は自ら納得づくかそれとも操られているのか
確信の証拠の提示と対象の操作の事柄による納得させる事項から受け入れる思考へこれを横切るものとして組織についての関心が持ち上がる。それは組織的な行動（英：organizational behavior）について研究する社会学者のマイケル・カジンスキー（英：Michal Kosinski）によって取り上げられた。彼は以前はケンブリッジ大学の心理学部の研究者であって2017年に「納得している人々と彼らの操作との関連は乏しい」と宣言したときスタンフォード大学経営大学院の組織的な行動の助教授だった。

### 訳注
1. ↑  消費者を心理的属性をもとに説明するための手法のこと。
2. 1 2 3  いずれも企業名を表す固有名詞。英語版では今のところ簡単な説明だけの記事が多い。